# Audrey Pirault
Audrey Pirault, née le 13 mai 1986 à Paris, est une actrice et vidéaste française.

## Biographie
Audrey Pirault, dont une partie de la famille est originaire de la Charente, nait le 13 mai 1986 à Paris. Après cinq années d'études de psychologie puis un premier emploi en agence de communication, elle joue occasionnellement pour la chaine YouTube 10minutesaperdre. Elle intègre le cours Florent en 2012 et participe aux chaînes YouTube Good Monique et Le Latte Chaud, une chaîne qui atteint le demi-million d'abonnements, avant de lancer sa propre chaine YouTube humoristique Air Pirault en 2016. 200 000 personnes suivent cette dernière en 2018, quand elle participe à une vidéo, intitulée On est prêt, de sensibilisation au changement climatique.

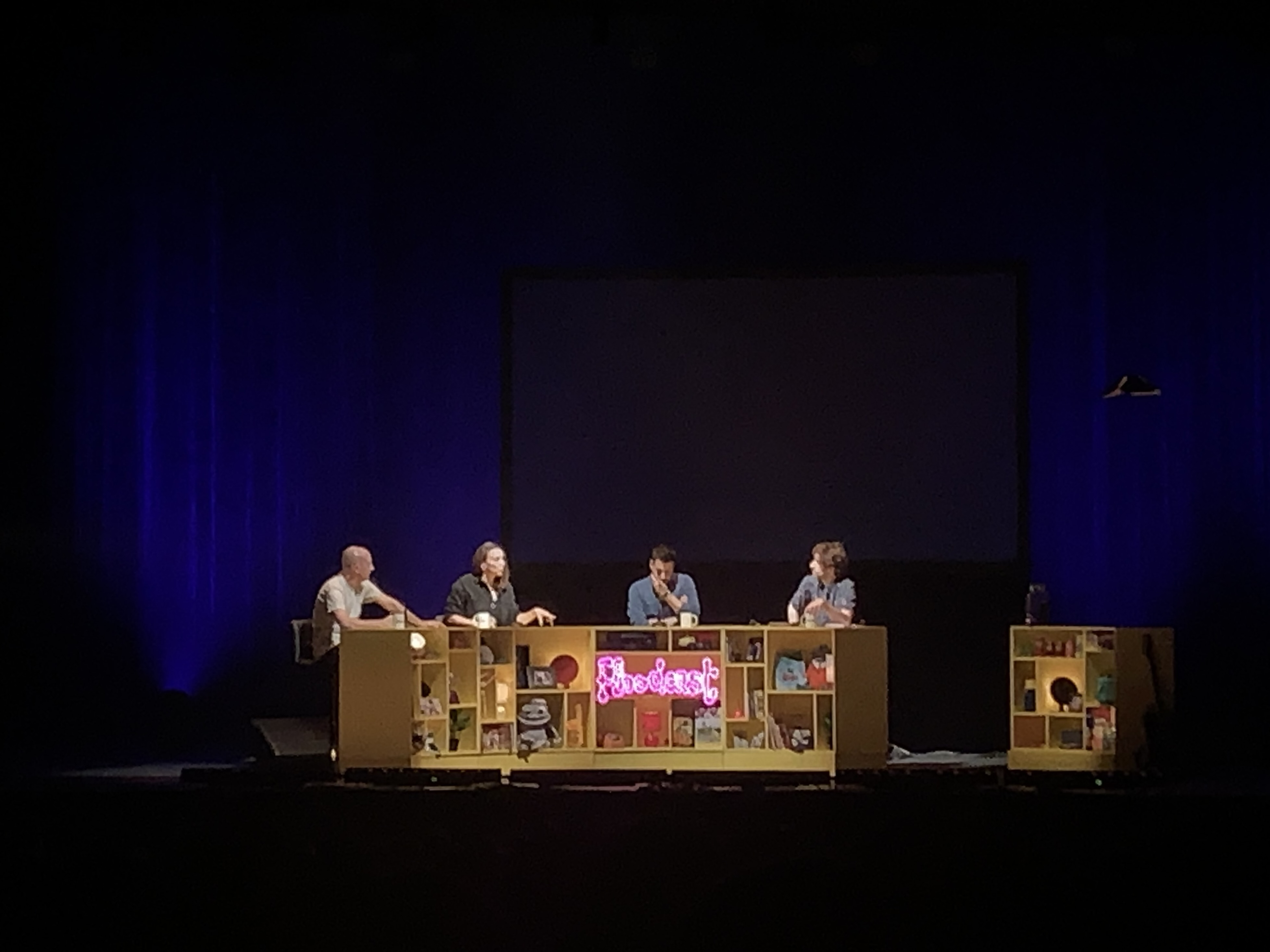
Audrey Pirault lors de l'enregistrement du FloodCast à l'Olympia en septembre 2022.

En 2017, elle apparait dans la websérie de France Télévisions Martin, sexe faible. Elle joue en 2019 dans le court-métrage créé par Davy Mourier à l'occasion du lancement de sa bande dessinée L'Âge de Pierre chez Delcourt. Elle apparait dans d'autres vidéos YouTube qui attirent l'attention des médias comme Fantasme d'Éléonore Costes fin 2020 ou À bas les diktats de Juliette Tresanini en 2021. Elle est aussi invitée dans 5 épisodes du podcast FloodCast de 2017 à 2021, en particulier à l'Olympia en septembre 2022.
Pendant le confinement de 2020 lié à la pandémie de Covid-19, elle lance avec un voisin photographe, Valentin Curtet, un concept de photo quotidienne sur Instagram intitulé Fenêtre sur confinement, qui attire l'attention des médias,,.
En 2022, elle joue le rôle de Stéphanie, éducatrice qui emmène cinq adolescents déscolarisés dans une traversée de la Méditerranée en voilier, dans le long-métrage La Traversée de Varante Soudjian. En 2024, elle incarne, toujours aux côtés d'Alban Ivanoff, dans le film suivant du même réalisateur, la comédie Challenger, une autre Stéphanie, manageuse d'un boxeur amateur. Pendant l'automne 2024, elle fait aussi partie de la distribution de la série Le Daron sur TF1, où elle est remarquée pour ses apports comiques.

## Filmographie

### Cinéma
- 2022 : La Traversée de Varante Soudjian : Stéphanie
- 2022 : Le Visiteur du futur de François Descraques : Louise
- 2024 : Challenger de Varante Soudjian : Stéphanie
- 2024 : On fait quoi maintenant ? : Lucie, la fille de Jean-Pierre

### Télévision
- 2024 : Le Daron de Frank Bellocq : Esther Daron, fille de Vincent

### Web-séries
- 2014 : Good Monique
- 2015-2017 : Le Latte chaud
- 2015-2018 : Martin, sexe faible : Julie, la voisine